# Río Higuito
El río Higuito es un importante río que atraviesa los departamentos occidentales de Copán, Lempira y Ocotepeque en la república de Honduras y es uno de los que abastecen al río Ulúa. El río Higuito drena alrededor de 1739 km².

## Protección de la cuenca
Debido a la tala de árboles de pino y otras especies, cercanas a la cuenca del río Higuito y para preservar su medio ambiente y promover la reforestación, ya que sus aguas son utilizadas para potabilizarse por más de cien comunidades; se creó en 1999 el "Consejo Intermunicipal de acuerdo a la Ley de Municipalidades constituido por los municipios que se abastecen de este río: Corquín, San Pedro (Honduras), Cucuyagua, Santa Rosa de Copán, Veracruz (Honduras), Trinidad de Copán, San José (Copán), Dolores (Copán), San Agustín (Honduras), Dulce Nombre (Copán), La Unión (Copán), Talgua departamento de Lempira y Belén Gualcho del departamento de Ocotepeque.